# Talpuk alatt fütyül a szél
A Talpuk alatt fütyül a szél Szomjas György 1975-ben forgatott, 1976-ban bemutatott színes, magyar westernfilmje. Az eastern (kelet-európai környezetben játszódó western) története Szűcs Sándor, a karcagi Györffy István Nagykun Múzeum egykori igazgatója néprajzi munkásságán alapul.

## Történet
Az 1830-as évek betyárvilágában játszódó "eastern" főhőse, Farkas Csapó Gyurka megszökik a börtönből és visszatér a karcagi pusztákra, hogy bosszút álljon feladóin. A pusztai pásztorok védelmet látnak benne, mert életterüket a gazdag, kapitalizálódó vármegye erősen korlátozza. Farkas Csapó Gyurka elfogásával Mérges Balázs csendbiztost bízzák meg, aki Gyurkának a barátja volt.

## Szereplők
- Đoko Rosić (hangja: Bessenyei Ferenc) – Farkas Csapó Gyurka
- Bujtor István – Mérges Balázs csendbiztos
- Vladan Holec (hangja: Cserhalmi György) – Jeles Matyi
- Bordán Irén – Parti Bözsi
- Beregszászi Olga – Szép szemű lány
- Bikácsy Gergely – Megyei úr
- Deák Sándor – Megyei úr
- Reviczky Gábor – Babák Ferkó
- Szilágyi István – Fúró József
- Iványi József – Timók András
- Téri Sándor – Megyei hadnagy
- Polgár Géza – Megyei úr
- Kristóf Tibor – Gyönyörű József
- Kóti Árpád – Megyei úr
- Solti Bertalan – Számadó
- Szerencsi Hugó – Megyei úr
- Sarlai Imre – Megyei úr
- Törő Gábor – Csigolya, számadó
- Pintér Tamás – Pandúr
- ifj. Mucsi Sándor – Paraszt
- Edőcs István – Bedő Imre
- Bácskai János
- Csapó János
- Kiss Jenő
- Bregyán Péter
- Dákai Péter
- Simon Antal

## Díjak
- 1977: Magyar Filmkritikusok Díja

## Érdekesség
- A filmben szereplő csárdát Nagyiván község határában építették fel. Egyik alkalommal a film készítői felmentek Budapestre, hogy megnézzék a leforgatott anyagokat. A csárdát vigyázó éjjeliőr befűtött, aminek következtében a csárda leégett. A zárójelenethez ezért visszaépítették a csárdának a kamera felé néző oldalát. Így a film végén a csárdának csak az egyik fele ég, a másik fele már korábban leégett.[3]

## Külső hivatkozások
- Talpuk alatt fütyül a szél a PORT.hu-n (magyarul)
- Talpuk alatt fütyül a szél az Internet Movie Database oldalon (angolul)
- FilmKatalogus.hu